# Edoardo Tresoldi
Pour les articles homonymes, voir Tresoldi.
Edoardo Tresoldi, né à Cambiago dans la province de Milan en 1987, est un sculpteur scénographe italien qui vit et travaille à Rome.

## Biographie
Edoardo Tresoldi étudie pendant un an l'architecture et le design à l'École polytechnique de Milan. Depuis 2013, il construit des sculptures et des structures en murs dans des espaces publics, travaillant pour des institutions, des projets d'art public, des festivals de musique, du cinéma et du théâtre. Il utilise le treillis métallique à la fois doux et rigide, suggestif et réaliste.
Il est influencé par le pop art Arte Povera,.
Il a reconstitué la basilique paléochrétienne Santa Maria de Siponto, frazione de Manfredonia dans les Pouilles en Italie, elle est composée de 4 500 mètres carrés de fil de fer et pèse près de sept tonnes,,. Forbes le classe parmi les personnages de moins de trente ans « plus influents au monde ».

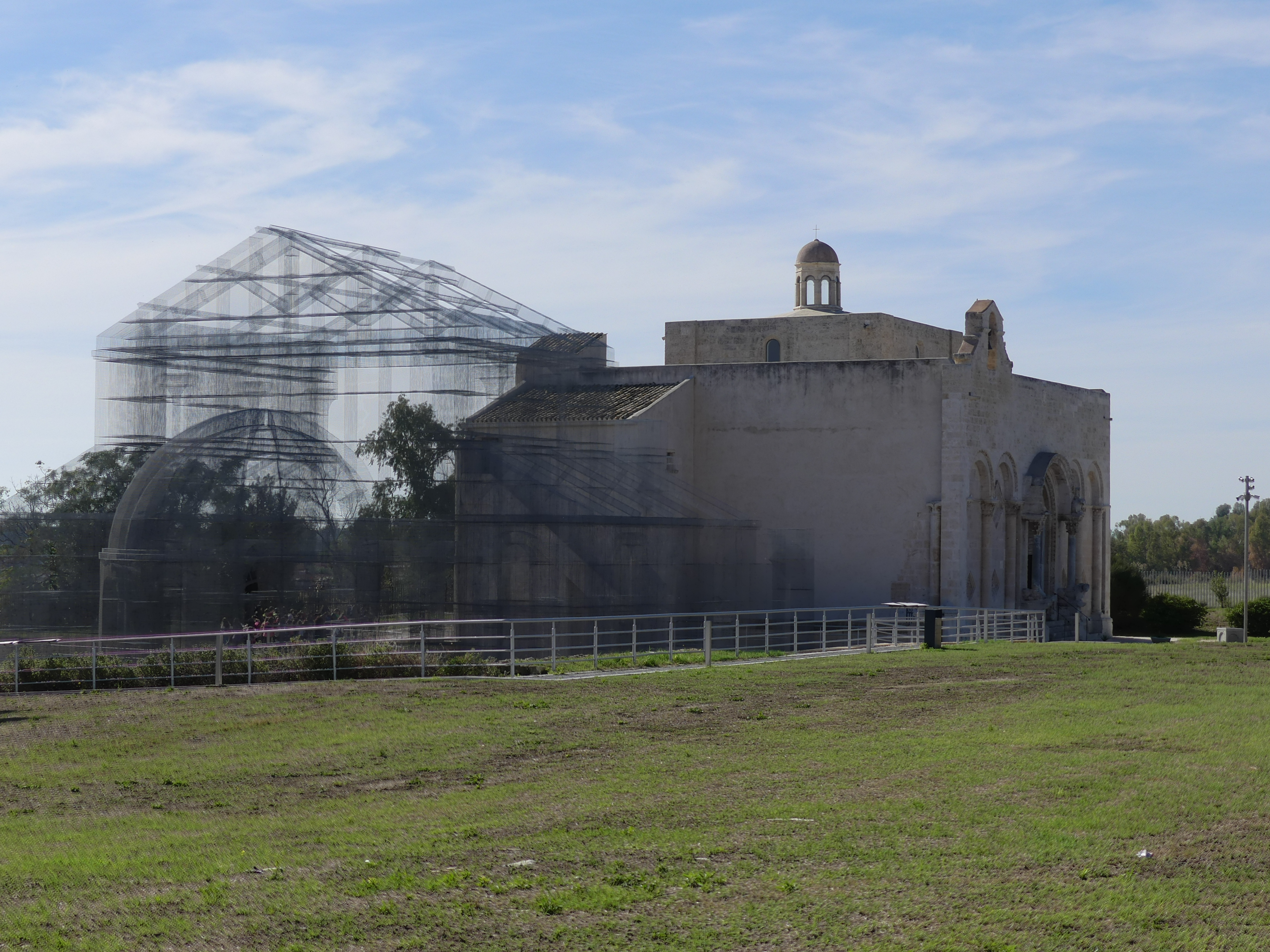
Actuelle basilique Santa Maria di Siponto et reconstitution en treillis métallique de la basilique paléochrétienne

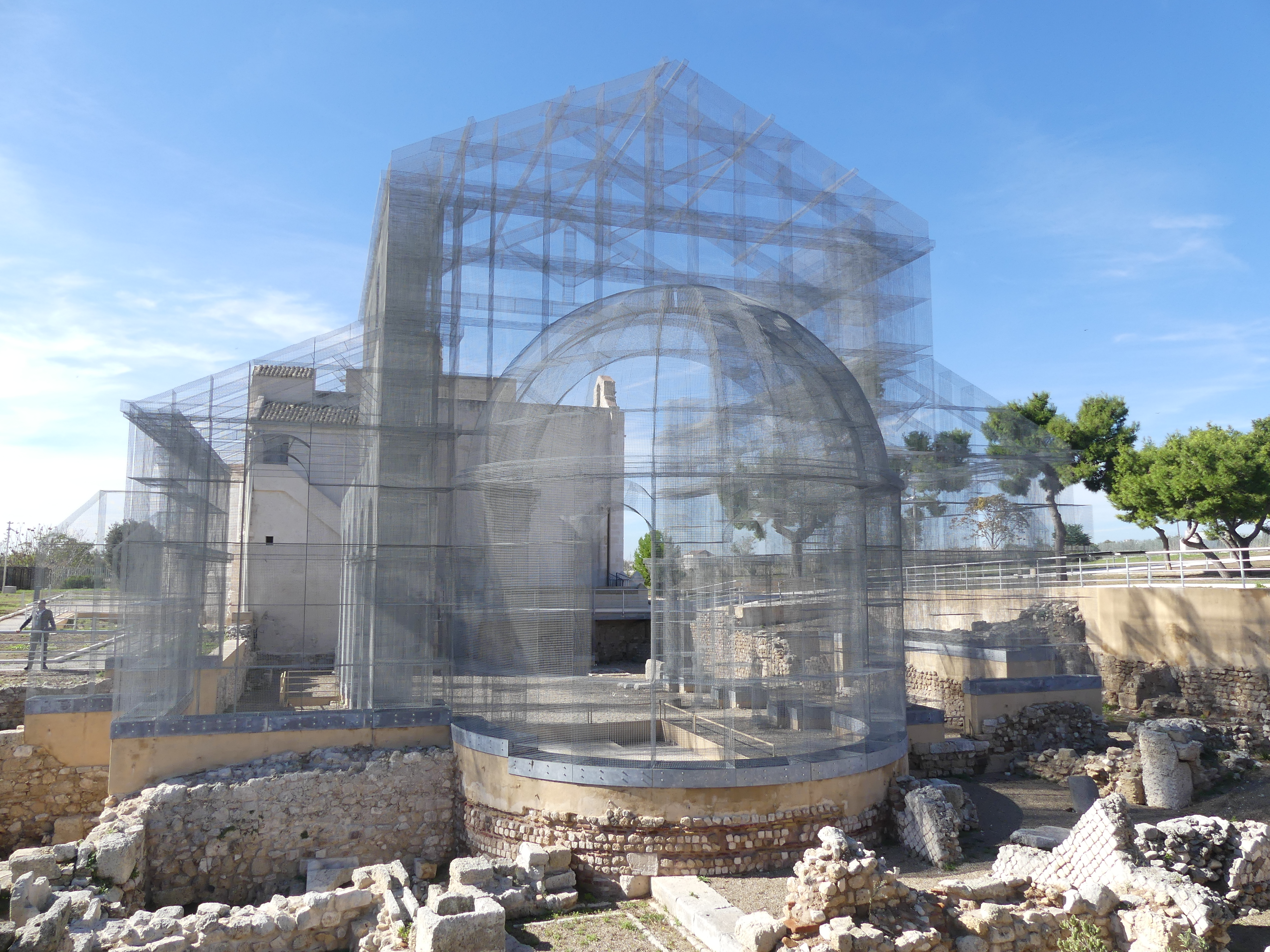
Reconstitution en treillis de la basilique paléochrétienne, avec l'actuelle basilique Santa Maria di Siponto en arrière plan